# 5080 Оя
5080 Оя (5080 Oja) — астероїд головного поясу, відкритий 2 березня 1976 року.
Тіссеранів параметр щодо Юпітера — 3,618.